# Kościół ewangelicki w Pobiednej
Kościół ewangelicki w Pobiednej – świątynia protestancka, która znajdowała się w Pobiednej, w powiecie lubańskim, w województwie dolnośląskim.  Po II wojnie światowej w ruinie.

## Historia
Świątynia została wzniesiona w stylu barokowym, wzmiankowana była jeszcze w 1346 roku, a następnie została przebudowana w latach 1687–1692[niewiarygodne źródło?].
Przed 1945 rokiem w kościele były umieszczone trzy kryształowe żyrandole wykonane w latach 1731–1732, a także charakterystyczna barokowa loża ozdobiona herbami Gersdorfów oraz ambona ozdobiona figurami czterech Ewangelistów. Po zakończeniu II wojny światowej część dawnego wyposażenia świątyni przeniesiono do Muzeum Narodowego we Wrocławiu, a budowla stopniowo popadła w ruinę. 
Świątynia była kościołem granicznym i licznie odwiedzali ją śląscy ewangelicy ze Świeradowa-Zdroju, Szklarskiej Poręby, a nawet Jeleniej Góry.